# St. Johannes Nepomuk (Biebergemünd)
Die Pfarrkirche St. Johannes Nepomuk ist eine römisch-katholische Kirche und steht inmitten des Biebergemünder Ortsteils Kassel.

## Geschichte

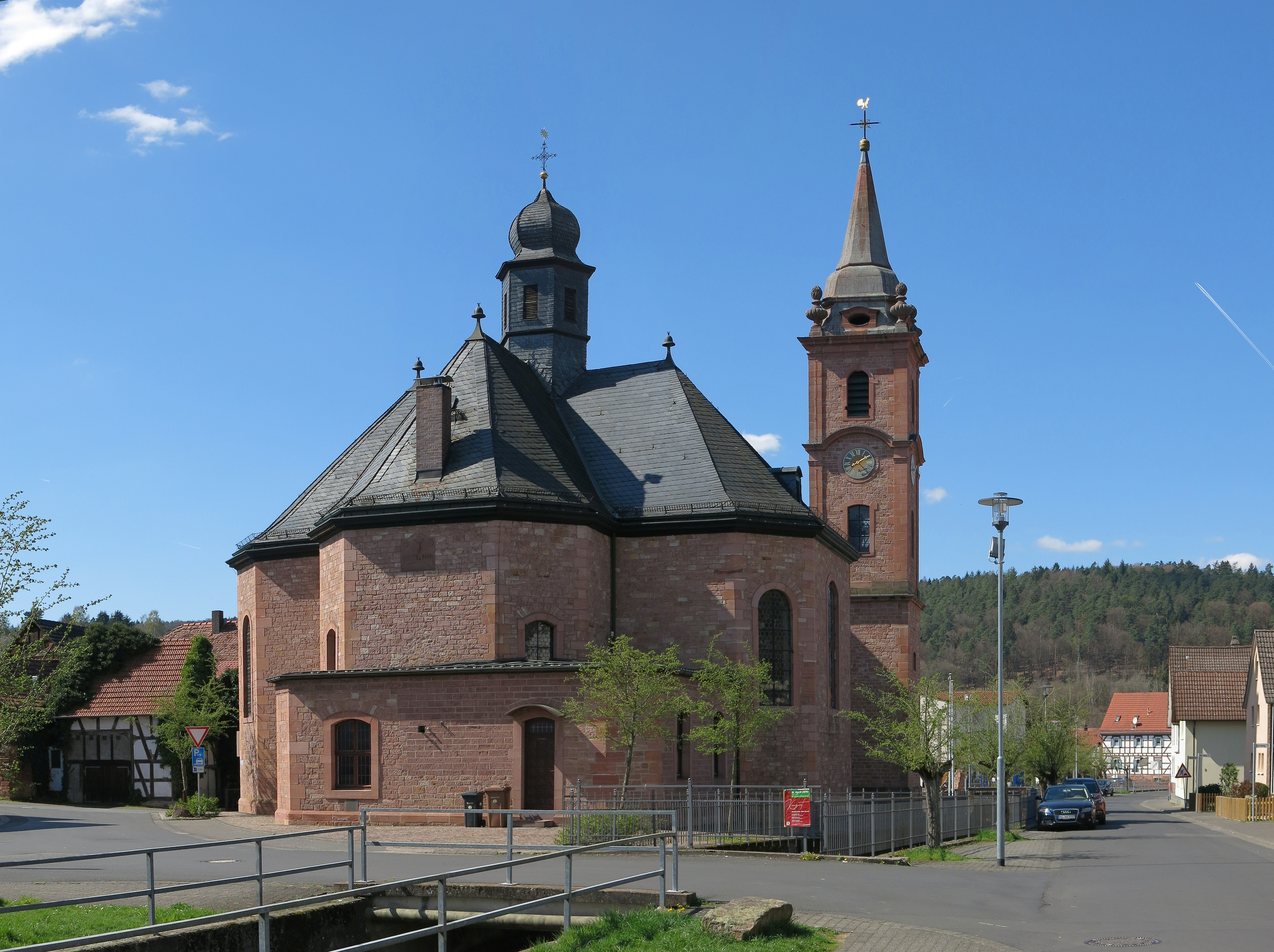
Ansicht von Osten

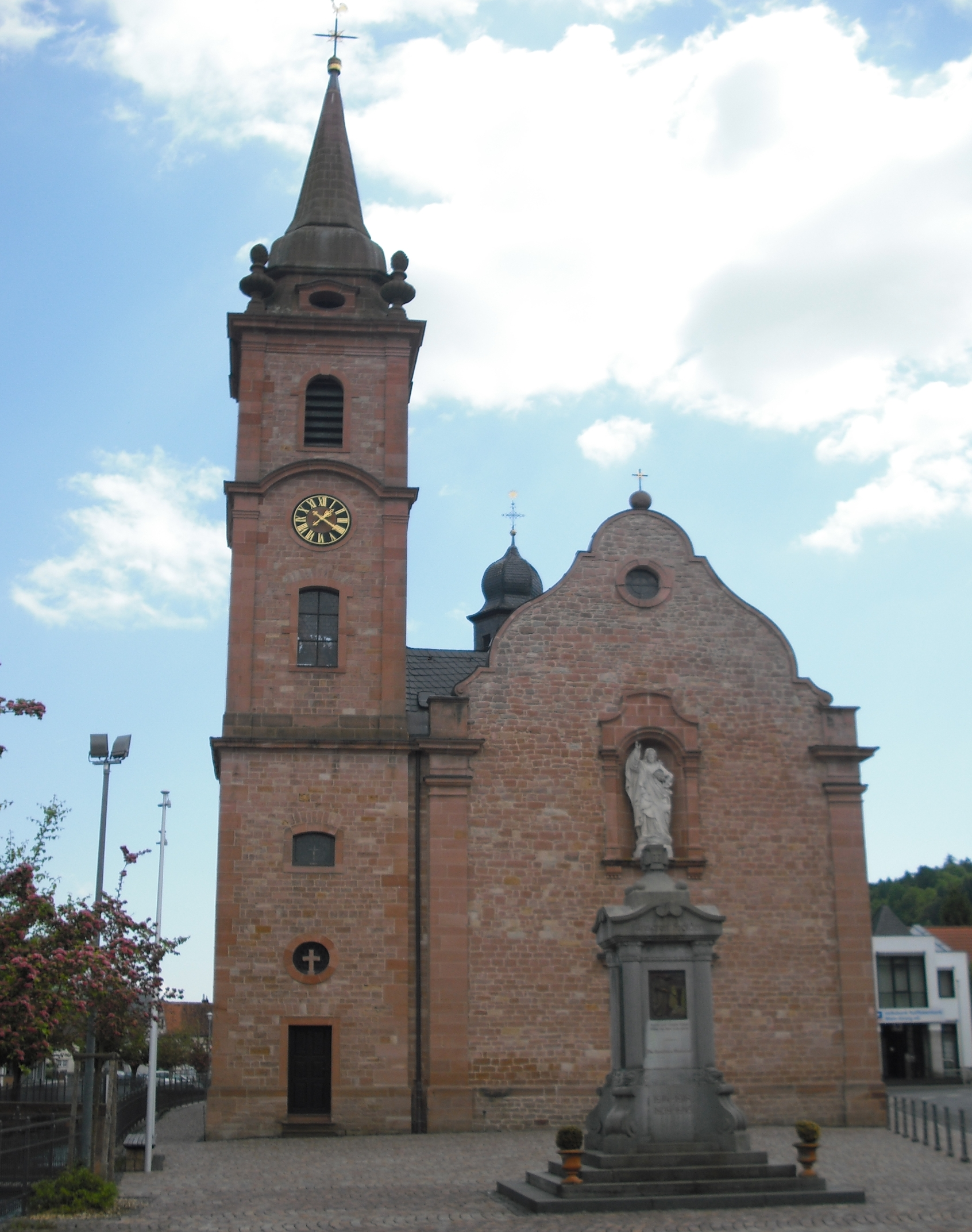
Ansicht von Westen

Früher völlig der Kirchengemeinde im benachbarten Wirtheim unterstellt, wurde die Kasseler Kirchengemeinde 1785 zur Kaplanei ernannt.
Bis zum Jahr 1789 stand im Dorfkern von Biebergemünd-Kassel lediglich eine kleine Kapelle. Wann diese erbaut worden war, kann heute nicht mehr mit Sicherheit gesagt werden. Jedoch existierte an der Chor-Südseite ein Quaderstein mit einer stark verwitterten Jahreszahl, die das Landgericht Bad Orb im Jahre 1895 als 1313 deutete. Da dieser Stein heute nicht mehr vorhanden ist, kann diese Quelle nicht bestätigt werden. Die Kapelle umschloss damals noch der alte Dorffriedhof, auf dem der letzte Vogt des Gerichts Wirtheim begraben wurde. Heute bildet dessen Epitaph einen Teil der Stirnseite des Chors und gilt als ältestes geschichtliches Zeugnis der alten Kapelle.
Kassel besaß damals noch keine eigene Pfarrgemeinde und unterstand kirchenrechtlich Wirtheim. Da am Ende des 18. Jahrhunderts die Wirtheimer Pfarrkirche für die Gläubigen aus Kassel, Wirtheim und Höchst zu klein wurde, sollte an Stelle der kleinen Kasseler Kapelle eine neue Kirche entstehen. 1789 begannen die Bauarbeiten mit dem Abriss der Kapelle. 1790 wurde mit den Neubau begonnen. Diese Jahreszahl ist am Sturz über dem Westportal in einem Chronostichon verschlüsselt dargestellt: Introlte In ConspeCtV DeI In eXVLtatIonIbVs et serVIte eI In treMore („Tretet vor Gottes Angesicht mit Jubelschall und dienet ihm mit Zittern“). Die großen lateinischen Buchstaben nach ihrer numerischen Größe geordnet ergeben die Zahl MDCCLXVVVVIIIIIIIIII = 1790. Die Baukosten dieser Ausbaustufe betrugen 3750 Gulden.
1806 wurde der bis dahin auf dem Kirchplatz präsente Friedhof in die Spessartstraße(damals Lanzinger Straße) verlegt. Dieser existiert heute noch; Bestattungen werden nur noch am neuen Friedhof am Ortsausgang Richtung Lanzingen durchgeführt.

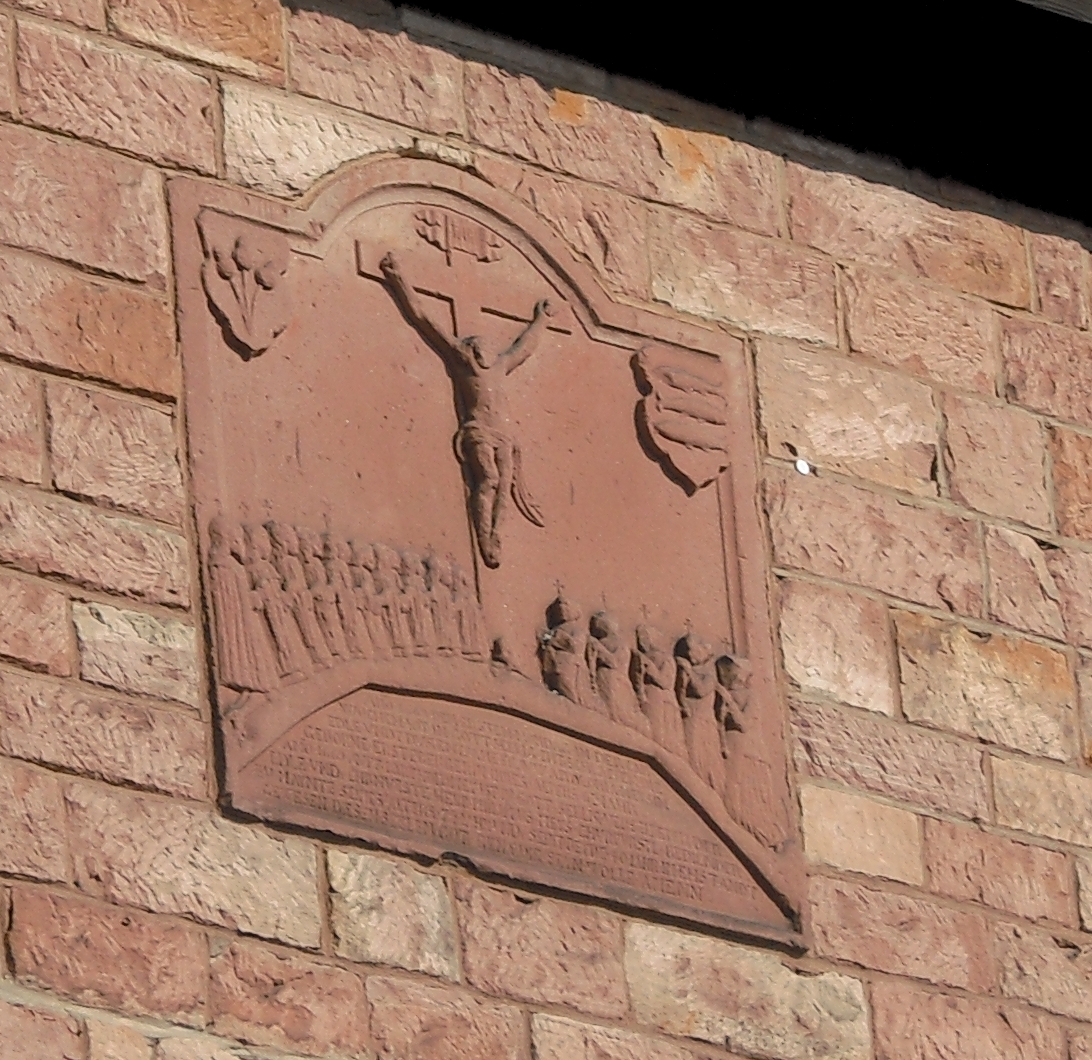
Epitaph an Chorstirnseite, vom letzten Vogt des Gerichts Wirtheim

Als Ende des 19. Jahrhunderts die Einwohnerzahl über 900 anstieg, wurde auch diese Kirche zu klein. 1903 wurde deshalb mit einem Ausbau begonnen, bei dem der Chor (letztes Teil der alten Kapelle) abgetragen und durch ein Querschiff ersetzt wurde. Dieser ergänzt die Kirche zu einer Kreuzkirche (Quer- und Längsschiff). Der Architekt dieser Ausbaustufe war Georg Kegel aus Kassel. Am 15. August 1904, am Tag des Festes Mariä Himmelfahrt, wurde der erste Gottesdienst in der neuen Kirche gefeiert. Obwohl die eigentliche Kirchenweihe erst am 13. September 1904 durch Bischof Adalbert Endert aus Fulda zelebriert wurde, wird am Jahrestag der ersten Messe jährlich das Kirchweihfest (im Kasseler Dialekt „Kirb“ genannt) gefeiert.
1907 wurde im Kirchturm eine Uhr integriert. 1910 wurde an der Westfassade eine Welterlöserstatue zum Preis von 300 Mark angebracht. 1919 wurde die Kirchengemeinde Kassel durch Bischof Joseph Damian Schmitt zur selbstständigen Pfarrei ernannt.
Im Jahre 1926 wurde auf dem Kirchplatz ein Kriegerdenkmal für die gefallenen Soldaten des Ersten Weltkrieges aufgestellt. Nach Ende des Zweiten Weltkrieges wurde die Namensliste entsprechend fortgeführt.
Indem 1970 eine Sakristei-Erweiterung durchgeführt wurde, erhielt die Kirche ihre heutige Gestalt. Zwischen 2007 und 2010 fand eine große Renovierung statt, bei der die Kirche innen und außen saniert wurde.

## Baubeschreibung
Die Kirche ist in ihrer heutigen Form 32 m lang. Das Längsschiff besitzt eine Breite von 9,5 m, das Querschiff von 18 m. Auf der Westseite findet sich ein 36 m hoher Glockenturm (unter Denkmalschutz), welcher wie der Rest der Kirche aus Rotsandstein besteht. Auf dem Kirchplatz befindet sich ein Kriegerdenkmal zur Erinnerung an die zahlreichen in beiden Weltkriegen gefallenen Bürger des Dorfes.

### Glocken
Die ursprünglichen Glocken wurden 1918 im Ersten Weltkrieg eingeschmolzen und lediglich durch schlecht klingende Stahlglocken ersetzt. Am 23. Februar 1958 wurden neue Bronzeglocken aufgezogen. Heute befinden sich im Turm vier Bronzeglocken der Firma Schilling, Heidelberg mit einem Gesamtgewicht von 2295 kg. Jede Glocke wurde auf einen Namen geweiht:
| Name            | Ton | Gewicht | Höhe   |
| --------------- | --- | ------- | ------ |
| St. Josef       | f   | 1027 kg | 1,15 m |
| Ave Maria       | as  | 574 kg  | 0,95 m |
| St. J. Nepomuk  | b   | 400 kg  | 0,82 m |
| St. Schutzengel | c   | 294 kg  | 0,78 m |

Zu hören sind die Glocken auf einer Aufnahme des Hessischen Rundfunks.

### Innenbau
Die Kirche beinhaltet einen barocken Hochaltar mit Schnitzereien, korinthischen Säulen + muschelförmig ausgebildetem Hauptfeld, welches die Muttergottes mit Jesus in ihrem Arm darstellt. Maria steht dabei auf einer Erdkugel und zertritt eine die Erde umschlingende Schlange. Der Altar war zuvor ein Seitenaltar in der Dominikanerklosterkirche in Frankfurt und beinhaltete eine Nepomuk-Statue anstelle der Maria. Diese steht nun vor dem Chor. Der Altar wurde 1827 mit einem Fuhrwerk von Frankfurt nach Kassel transportiert.
An der Seite des Querschiffes finden sich ein Josefsaltar aus dem Jahr 1904 in neubarockem Stil und eine Herz-Jesu-Statue von 1920, auf der eine Erdkugel zu sehen ist. Darauf ruht ein Herz, als Symbol der Liebe Gottes zu den Menschen.
In der Turmkapelle existiert weiterhin ein Rosenkranzaltar, welcher am 6. Juli 1980 geweiht wurde. In dessen Mitte findet man wieder unter einer Muschel eine gotische Madonna mit Rosenkranz, flankiert von zwei 1904 geschnitzten Statuen der heiligen Agnes und des Evangelisten Johannes.
Entlang des Längsschiffs ist der Kreuzweg in Bildern dargestellt. Die Ölgemälde wurden 1793 von Martin Herbert geschaffen. Die Besonderheit ist, dass die fehlende 13. Station (Kreuzabnahme) einstmals durch den Pietà-Altar ersetzt wurde. Wahrscheinlich um das ehemalige Patronat „Kreuzauffindung“ zu verdeutlichen, hatte man eine zusätzliche Station angefügt, auf der die nach dem Bericht des hl. Ambrosius anno 320 erfolgte Auffindung des Kreuzes Christi durch die fromme Kaiserin Helena dargestellt ist.
Im Querschiff befindet sich ein Deckenfresko mit einem Durchmesser von 5 m, welches die Himmelfahrt Christi zeigt. Es wurde 1982 von dem aus Garmisch-Partenkirchen stammenden G. F. Ester geschaffen.

## Ausstattung
Wichtige Altargeräte:
- Messkelch mit der Inschrift: „R.P. MELCHIOR: KOLB: MOGVNT: PROFESS. EBERBACENS: CONFESSAR.: ENGELTHAL. 1677“[2]
- 1978 von Rom erworbene Reliquie des hl. Johannes v. Nepomuk mit Barockreliquiar
- Anfang des 18. Jahrhunderts angefertigte Barockmonstranz, die 1775 für 14 Gulden erworben wurde
- Reich verzierter Barockkelch, welcher 1934 von den Frauen der Pfarrei gestiftet wurde
- Große Monstranz aus dem Jahr 1935, welche aus den von Männern gespendeten Münzen und Schmuckstücken hergestellt wurde

## Orgel
Die heutige Orgel ist bereits die dritte und wurde am 2. Oktober 1977 eingeweiht. Gebaut wurde sie von den Orgelwerkstatt Bernhard Schmidt aus dem naheliegenden Gelnhausen. Sie besitzt 21 Register (1360 Pfeifen) auf Schleifladen. Die Spieltrakturen sind mechanisch, die Registertrakturen elektrisch.
| I Hauptwerk C–g3 |            |       |
| 1.               | Prinzipal  | 8′    |
| 2.               | Rohrflöte  | 8′    |
| 3.               | Oktave     | 4′    |
| 4.               | Blockflöte | 4′    |
| 5.               | Gemshorn   | 2′    |
| 6.               | Mixtur IV  | 1 ⁄3′ |
| 7.               | Trompete   | 8′    |

| II Schwellwerk C–g3 |               |        |
| 8.                  | Metallgedeckt | 8′     |
| 9.                  | Quintatön     | 8′     |
| 10.                 | Spitzflöte    | 4′     |
| 11.                 | Prinzipal     | 2′     |
| 12.                 | Quinte        | 1 ⁄3′  |
| 13.                 | Terz          | 1 3⁄5′ |
| 14.                 | Zimbel III    | 1⁄2′   |
| 15.                 | Dulcian       | 8′     |

| Pedal C–f1 |                |       |
| 16.        | Subbaß         | 16′   |
| 17.        | Prinzipalbaß   | 8′    |
| 18.        | Holzgedackt    | 8′    |
| 19.        | Choralbaß      | 4′    |
| 20.        | Rauschwerk III | 2 ⁄3′ |
| 21.        | Fagott         | 16′   |

- Koppeln: II/I, I/P, II/P
- Spielhilfen: 2 freie Kombinationen